# Pierre Léon (réalisateur)
Pour les articles homonymes, voir Pierre Léon et Léon.
Pierre Léon, né le 11 novembre 1959 à Moscou (URSS), est un cinéaste, acteur et critique de cinéma et de musique classique français. Auteur de films indépendants tournés dès le début des années 1980, il collabore au quotidien Libération puis à la revue Trafic.

## Biographie
Pierre Léon est le fils du journaliste Max Léon (ancien correspondant de L'Humanité à Moscou) et le frère du réalisateur Vladimir Léon. Il a vécu jusqu'en 1975 à Moscou, où il était scolarisé dans une école russe ; il est arrivé à l'âge de quinze ans en France, où il a dû apprendre à parler le français qu'il maîtrisait mal. Il poursuit des études de lettres et de cinéma.
Il travaille un temps comme critique musical au journal Libération. Il y fait la connaissance de Serge Daney et de Louis Skorecki. Il tourne des films autoproduits à partir de 1988, jusqu'à Octobre, présenté au Locarno Festival en 2006. Il apparaît comme acteur dans plusieurs films, notamment dans Toutes ces belles promesses de Jean-Paul Civeyrac.
En tant que critique de cinéma, il a écrit régulièrement dans la revue Trafic ainsi que dans les Cahiers du cinéma, principalement en 2020-2021.
Il a travaillé avec Éva Truffaut, Serge Bozon et a été plusieurs fois membre du jury de La Femis.
Il est professeur à l'École du nouveau cinéma de Moscou créée en 2012.

## Filmographie

### Réalisateur
- 1981 : Montorgueil (cosigné avec Mathieu Riboulet)
- 1988 : Deux Dames sérieuses
- 1990 : Le Modèle de Foscani
- 1993 : Hôtel Washington
- 1994 : Lì per lì
- 1995 : Le Lustre de Pittsburgh
- 1996 : Le Dieu Mozart
- 1997 : Oncle Vania
- 1998 : Le Dieu Mozart II
- 1998 : Histoire-Géographie (cosigné avec Mathieu Riboulet)
- 2000 : L'Adolescent
- 2001 : L'Étonnement
- 2002 : Nissim dit Max (cosigné avec Vladimir Léon)
- 2004 : Octobre
- 2005 : Guillaume et les Sortilèges
- 2007 : L'Idiot
- 2010 : Biette (version longue) et Biette Intermezzo (version courte)
- 2011 : Par exemple, Électre (cosigné avec Jeanne Balibar)
- 2014 : Phantom Power
- 2015 : Deux Rémi, deux
- 2019 : Danses macabres, squelettes et autres fantaisies (cosigné avec Rita Azevedo Gomes et Jean Louis Schefer)
- 2023 : Nano (segment de COOL (News from Belarus))

### Acteur
- 1989 : Les Cinéphiles : Le Retour de Jean de Louis Skorecki
- 1989 : Les Cinéphiles 2 : Éric a disparu de Louis Skorecki
- 1992 : Chasse gardée  de Jean-Claude Biette
- 1996 : Le Complexe de Toulon de Jean-Claude Biette
- 2001 : L'Adolescent de Pierre Léon
- 2001 : Humphrey Bogart et la femme invisible de Anne Benhaïem
- 2003 : Toutes ces belles promesses de Jean Paul Civeyrac
- 2004 : Le Dieu Saturne de Jean-Charles Fitoussi
- 2004 : Le Pont des Arts de Eugène Green
- 2005 : Étoile violette d'Axelle Ropert
- 2006 : Octobre de Pierre Léon
- 2007 : La France de Serge Bozon
- 2008 : Adieu la rue des Radiateurs (Nina) de Vladimir Léon
- 2008 : L'Idiot de Pierre Léon
- 2010 : Biette de Pierre Léon
- 2011 : L'Apollonide : Souvenirs de la maison close de Bertrand Bonello
- 2011 : Centre Cuir de Martial Salomon
- 2012 : Bye Bye Blondie de Virginie Despentes
- 2013 : Par exemple, Électre de Jeanne Balibar et Pierre Léon
- 2013 : La Peur de Grégoire Pontécaille
- 2014 : Saint Laurent de Bertrand Bonello
- 2014 : La Fille et le Fleuve de Aurélia Georges
- 2014 : Take Me to the Water de Nelson Bourrec Carter
- 2016 : Correspondências de Rita Azevedo Gomes
- 2016 : Tout de suite maintenant de Pascal Bonitzer
- 2017 : Barbara de Mathieu Amalric
- 2017 : Madame Hyde de Serge Bozon
- 2018 : A Portuguesa de Rita Azevedo Gomes

### Son
- 2007 : Le Brahmane du Komintern de Vladimir Léon

## Publications

### Romans
- Comme de la peste, Paris, Gallimard, coll. « Série noire », 1992, 167 p. (ISBN 2-07-049302-4)
- Le Pont de Moscou, Paris, Gallimard, coll. « Série noire », 1994, 176 p. (ISBN 2-07-049438-1)

### Essai
- Jean-Claude Biette, le sens du paradoxe, Paris, Capricci, coll. « La première collection », 2013, 197 p. (ISBN 978-2-918040-72-9)

### En collaboration
- Pourquoi filmez-vous ? 700 cinéastes du monde entier répondent, Pierre Léon, Claudine Gendre, Louis Skorecki, présentation de Serge Daney, Paris, Libération (numéro spécial), 1987, 145 p.

### Presse
- Marie Anne Guerin, « Espions sur la Creuse », Cahiers du cinéma, n° 571 septembre 2002, pages 36-37